# Nationale 1 2014-2015 (hockey su pista)
Il Nationale 1 2014-2015 è stata la 99ª edizione del torneo di primo livello del campionato francese di hockey su pista; fu disputato dal il 13 settembre 2014 e il 16 maggio 2015. Il titolo fu conquistato dal Quévert, al suo nono titolo.

## Stagione

### Formula
Il Nationale 1 2014-2015 vide ai nastri di partenza dodici club; la manifestazione fu organizzata con un girone all'italiana, con gare di andata e ritorno per un totale di ventidue giornate: erano assegnati tre punti per l'incontro vinto, un punto a testa per l'incontro pareggiato e zero la sconfitta. Al termine della stagione regolare la vincitrice venne proclamata campione di Francia. Le squadre classificate dall'undicesimo al dodicesimo posto retrocedettero direttamente in Nationale 2, il secondo livello del campionato.

## Classifica finale
|                    | Pos. | Squadra          | Pt | G  | V  | N | P  | GF  | GS  | DR   |
| ------------------ | ---- | ---------------- | -- | -- | -- | - | -- | --- | --- | ---- |
| Francia (bandiera) | 1.   | Quévert          | 52 | 22 | 17 | 1 | 4  | 107 | 68  | +39  |
|                    | 2.   | Mérignac         | 50 | 22 | 16 | 2 | 4  | 124 | 98  | +26  |
|                    | 3.   | La Vendéenne     | 45 | 22 | 14 | 3 | 5  | 125 | 78  | +47  |
|                    | 4.   | SCRA Saint-Omer  | 43 | 22 | 14 | 1 | 7  | 132 | 89  | +43  |
|                    | 5.   | Coutras          | 42 | 22 | 13 | 3 | 6  | 117 | 88  | +29  |
|                    | 6.   | Saint-Brieuc     | 41 | 22 | 13 | 2 | 7  | 130 | 91  | +39  |
|                    | 7.   | Ploufragan       | 24 | 22 | 7  | 3 | 12 | 82  | 99  | -17  |
|                    | 8.   | Plonéour-Lanvern | 19 | 22 | 5  | 4 | 13 | 99  | 117 | -18  |
|                    | 9.   | Noisy-le-Grand   | 18 | 22 | 4  | 6 | 12 | 103 | 122 | -19  |
|                    | 10.  | Lione            | 18 | 22 | 5  | 3 | 14 | 81  | 117 | -36  |
|                    | 11.  | Ergué-Gabéric    | 17 | 22 | 4  | 5 | 13 | 78  | 109 | -31  |
|                    | 12.  | Biarritz         | 10 | 22 | 3  | 1 | 18 | 76  | 178 | -102 |

Legenda:
  Vincitore della Coppa di Francia 2014-2015.
      Campione di Francia e ammessa all'Eurolega 2015-2016.
      Ammesse all'Eurolega 2015-2016.
      Ammesse alla Coppa CERS 2015-2016.
      Retrocesse in Nationale 2 2015-2016.
Note:
Tre punti a vittoria, uno a pareggio, zero a sconfitta.